# 로건 브릴
로건 브릴(Logan Brill)은 미국의 싱어송라이터이다.